# Norbert Verougstraete
Norbert Verougstraete (nascido em 16 de dezembro de 1934) é um ex-ciclista belga.
A única aparição olímpica de Verougstraete foi em Melbourne 1956, onde competiu na prova de estrada individual, terminando em vigésimo terceiro lugar. Ainda em 1956, fez parte da equipe belga que terminou em sétimo na prova de estrada contrarrelógio.